# Hiroia
Hiroia is een geslacht van kreeftachtigen uit de klasse van de Malacostraca (hogere kreeftachtigen).

## Soort
- Hiroia krempfi (Fize & Serène, 1956)